# Vårjolsterguldmal
Vårjolsterguldmal (Phyllonorycter connexellus) är en fjärilsart som först beskrevs av Philipp Christoph Zeller 1846.  Vårjolsterguldmal ingår i släktet guldmalar, och familjen styltmalar. Arten är reproducerande i Sverige.